# PDP-7

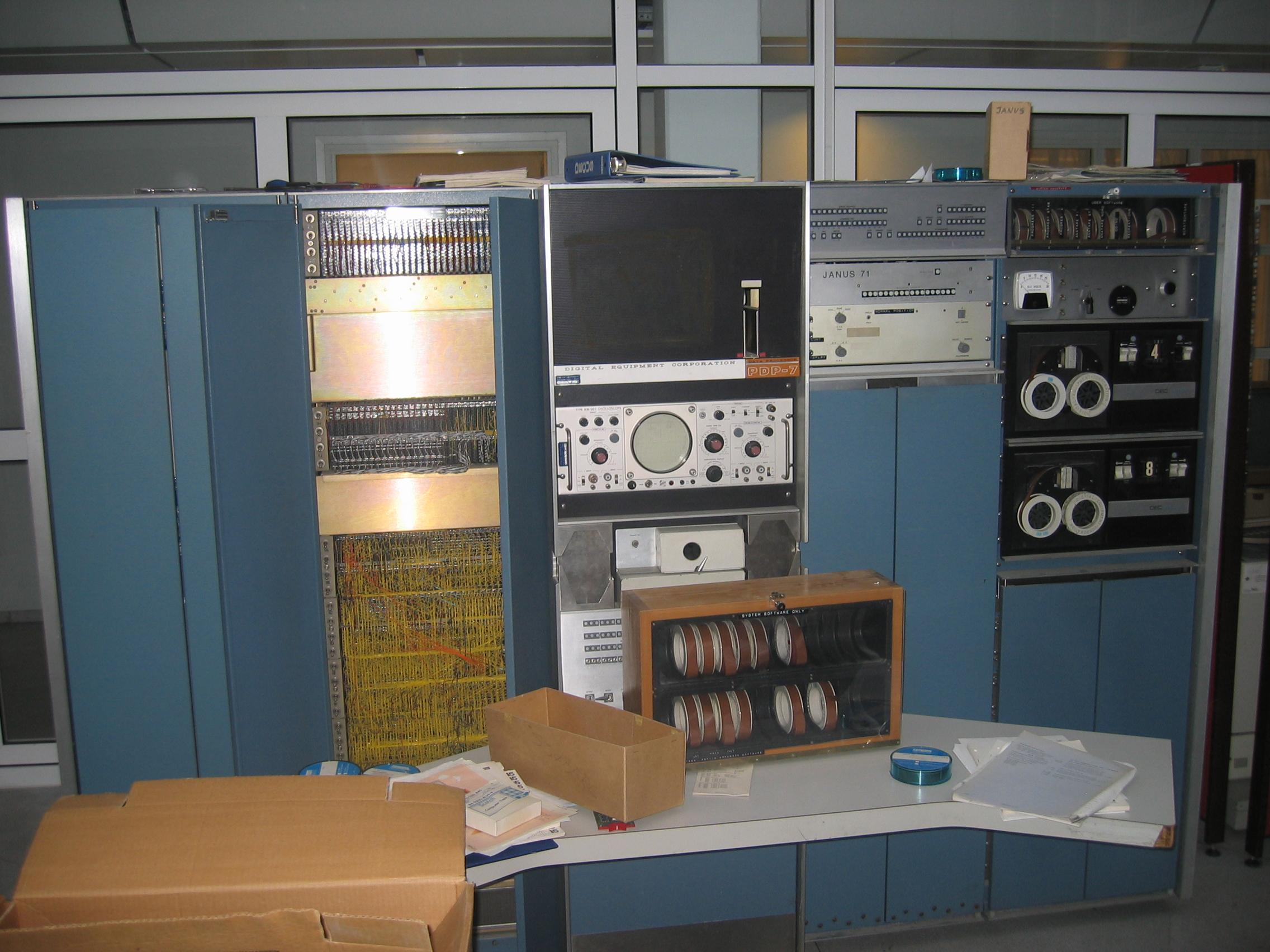
Модифікований PDP-7 у процесі відновлення, Осло

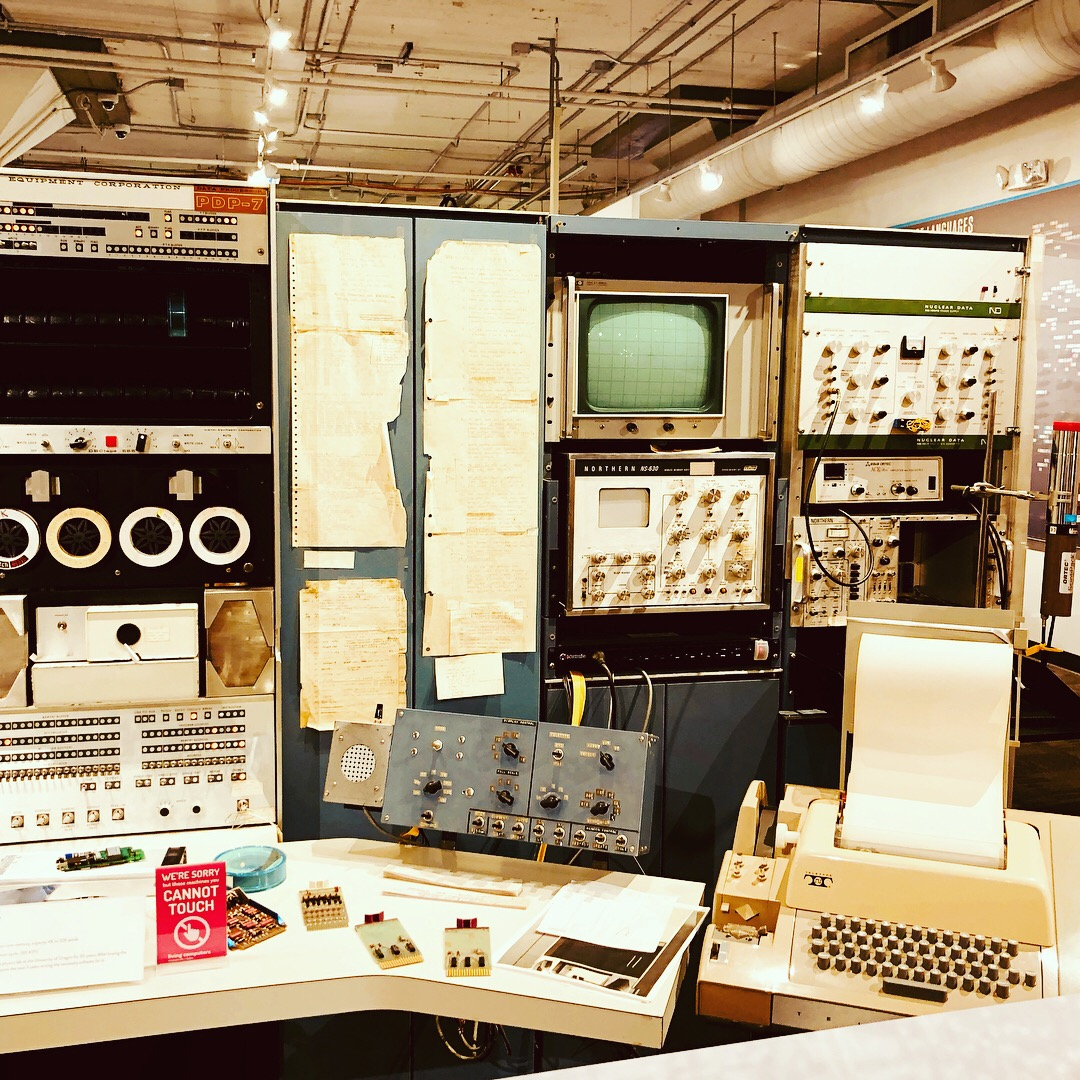
PDP-7 у Living computer museum

PDP-7 — мінікомп'ютер, що вироблявся фірмою Digital Equipment Corporation у рамках серії PDP. Представлений 1964-го року,:8 початок продажу з 1965-го. Став першим комп'ютером DEC, виготовленим на основі технології Flip-Chip.
З початковою ціною US$72,000 комп'ютер був досить дешевим, але потужним за стандартами 1960-х. PDP-7 став третім у лінії 18-бітових машин DEC, з архітектурою системи команд майже такою ж, як у PDP-4 і PDP-9.

## Конструкція і параметри
PDP-7 став першим комп'ютером PDP, змонтованим за технологією накручування (англ. wire wrap).
Цикл пам'яті комп'ютера становив 1,75 мікросекунди, час додавання двох цілих — 4 мікросекунди. Засоби вводу/виводу включали клавіатуру, принтер, пристрій зчитування перфострічок, і здвоєний накопичувач на магнітній стрічці DECtape (тип 555).
Стандартний обсяг оперативної пам'яті становив 4 кілослів (приблизно 9 кілобайт), з можливістю розширення до 64 кілослів (144 кілобайти).
Комп'ютер важив близько 500 кілограмів.

## Програмне забезпечення
DECsys, перша операційна система для 18-бітової архітектури DEC (а також перша ОС цієї фірми для машин з шириною слова, меншою за 36 біт), представлена 1965-го року.
Система забезпечувала інтерактивне середовище розробки програм, і була призначена для одного користувача. Пропонувалися транслятор з мови Фортран, а також асемблер.
У 1969 році Кен Томпсон написав першу версію системи UNIX саме для PDP-7 — ще до появи мови C; цю ранню систему Томпсон писав на мові асемблера PDP-7, і назвав Unics, як пародію на назву ОС Multics. Однією з основних задач Unix був запуск гри Space Travel, яка вимагала графічного пристрою для відображення руху планет. Кілька років перед цим PDP-7 також слугувала системою розробки при створенні програми MUMPS у Massachusetts General Hospital (Бостон).

## Продажі
Продажі PDP-7 оцінювалися як «дуже успішні». Разом було продано 120 машин PDP-7 і PDP-7A.:8 Публікації фірми DEC свідчать, що перші машини було доставлено клієнтам у листопаді 1964-го року.
До Великої Британії було продано 11 машин

## Збережені зразки
Станом на 2011 рік відомо про існування як мінімум чотирьох машин PDP-7.
- PDP-7A (серійний номер 115) пройшов процес відновлення у Осло, Норвегія.[11]
- Ще один PDP-7A (серійний номер 113), що раніше був встановлений у Лабораторії ядерної фізики Університету Орегону, перевезли у Living Computer Museum (Сіетл) і повністю відновили до робочого стану. Для перевезення знадобився частковий демонтаж.[12]
- PDP-7, що має серійний номер 47, знаходиться у колекції Max Burnet (біля Сідней, Австралія).
- Четверта машина PDP-7 (серійний номер 33) стоїть у сховищі Музею комп'ютерної історії у Маунтін-В'ю, Каліфорнія.